# Eugen Matiughin
Eugen Matiughin (născut Evgheni Matiughin; n. 31 octombrie 1981) este un fotbalist din Republica Moldova care joacă la clubul de fotbal Dacia Chișinău pe postul de portar. Între 2003–2009 a jucat 3 meciuri la Echipa națională de fotbal a Moldovei.